# Pere Riutort Mestre
Pere Riutort i Mestre (* 1935 in Petra, Mallorca; † 21. November 2021 in Tàrbena, Marina Baixa) war ein mallorquinischer Priester, Pädagoge, Philologe und Liturgiewissenschaftler. Er gilt als einer der maßgeblichen Förderer der katalanischen Sprache in Mallorca sowie im valencianischen Land, wo er von 1971 bis zu seinem Tod wohnte.

## Leben
Pere Riutort i Mestre wurde 1935 in Petra (Majorca) geboren. Im Jahre 1945 wurde er Mitglied des Knabenchors „blauets de Lluc“ im Kloster von Lluc. Später trat Mestre in Mallorca den Missionaren der heiligen Herzen von Jesus und Maria bei und wurde zum Priester geweiht. Er studierte katalanische Philologie, klassische Philologie, Theologie und Pädagogik.

### Philologe, Lehrer und Autor
Von 1967 bis 1969 besuchte er viele Schulen auf Mallorca, um dort den Gebrauch der katalanischen Sprache zu fördern. Ab 1971 lebte er im valencianischen Land. 1979 wurde er Dozent der katalanischen Sprache am Col·legi universitari in Castelló de la Plana, damals eine Außenstelle der Universität Valencia. Von 1984 bis 1986 lehrte er Didaktik der katalanischen Sprache an der Pädagogischen Hochschule in Valencia. 1986 wurde er Hochschullehrer und 1996 Professor der katalanischer Philologie an der Universität Valencia.
Riutort i Mestre übersetzte die vier Evangelien ins Katalanische. Zwischen 1975 und 1977 gab Riutort i Mestre, in Zusammenarbeit mit Enric Valor, Manuel Sanchis Guarner, J.L. Sanchis, F. Graell und J.C. Bellvert, mehrere Bücher für den Unterricht in der katalanischen Sprache sowohl im valencianischen Land und als auch auf den Balearen heraus, darunter die Reihe Els vents del món (Die Winde der Welt). Während seiner letzten Jahren war er Präsident der „La Mata de Jonc“-Stiftung.

### Die Übersetzung der liturgischen Bücher in die katalanische Sprache und deren valencianische Varietäten
Am 14. Mai 1973 berief der Erzbischof von Valencia, José María García Lahiguera, eine Interdiözesanische Kommission für die Erarbeitung der liturgischen Texte in katalanischer Sprache unter Berücksichtigung der valencianischen Varietäten, gemäß den Leitlinien des Zweiten Vatikanischen Konzils, insbesondere der Konstitution Sacrosanctum Concilium. Diese Kommission bestand aus achtzehn Mitgliedern. Durch einen Erlass des Erzbischofs von Valencia vom 18. Oktober 1973 wurde Pere Riutort zum Präsidenten dieser Kommission ernannt. Das Ergebnis der Arbeit dieser Kommission war das Ende 1975 erschienene Llibre del Poble de Déu (Buch vom Gottesvolk). Es ist eine umfassende Zusammenfassung liturgischer Texte, die an die valencianische Varietät der katalanischen Sprache angepasst wurden. Um dieses Buch verlegen zu können, verkaufte Pere Riutort einen Teil seines Besitzes auf Mallorca. Die Erteilung des Imprimatur für dieses Buches war umstritten, da dessen Erscheinen mit dem Aufkommen des Blaverismus in der valencianischen Gesellschaft zusammentraf.

## Ehrungen
1977 verlieh ihm die Huguet-Stiftung den Valencianer-des-Jahres-Preis.